# 마이소라 히토미
마이소라 히토미(일본어: 舞空 瞳 まいそら ひとみ[*], 8월 27일 - )는 다카라즈카 가극단 호시구미에 소속되어 있는 여역이다. 현 호시구미 톱여역이다.
가나가와현 요코하마시 출신, 키타카마쿠라여자가쿠엔중학교 출신이다. 키 164cm, 혈액형은 A형, 애칭은 "힛통(ひっとん)", "나코(なこ)"이다.

## 약력
2014년, 다카라즈카 음악학교에 입학.
2016년, 다카라즈카 가극단 102기생으로 입단. 호시구미 공연 「박쥐/ THE ENTERTAINER!」로 마이소라 미미 (일본어: 舞空美瞳 まいそら みみ[*])로 초무대. 같은 해 4월 26일자로 현재의 예명인 마이소라 히토미로 개명하고 그 후 하나구미에 배속.
2017년, 한큐한신 첫 참배 포스터 모델로 기용되다. 같은 해 「한나의 꽃집 -Hanna's Florist- (TBA아카사카ACT시어터 공연)으로 메인 캐스트인 한나 역을 연기했다. 입단 2년차때의 발탁이다.
2018년, 「포의 일족」 신인공연으로 주요 캐스트인 주인공의 동생 메이벨 역 (본역 : 하나 유우키)을 연기했다. 같은 해 「MESSIAH」로 신인공연 첫 히로인. 이어서 「멜란콜릭 지고르」로 전국투어 공연 첫 히로인.
2019년 4월 29일자로 호시구미로 조 이동이 되다. 같은 해, 쿠레나이 유즈루ㆍ키사키 아이리 톱 콤비 퇴단 공연 「GOD OF STAR」로 2번째 신인공연 히로인. 같이 공연하는 쇼 「에클레르 브리앙」으로 첫 에트와르를 맡았다. 같은해 10월 14일자로 호시구미 톱여역 취임. 레이 마코토의 상대역으로, 「록오페라 모차르트」 (우메다예술극장ㆍ도쿄건물 Brillia HALL 공연)으로 톱 콤비 오히로메. 레이와 마이소라는 수석 입단 톱 콤비가 되었다.

## 주요 무대
| 기간 (월)                    | 소속 | 제목                                                 | 공연장                                 | 배역                                 | 비고                                  |
| ---------------------------- | ---- | ---------------------------------------------------- | -------------------------------------- | ------------------------------------ | ------------------------------------- |
| 2016년                       |      |                                                      |                                        |                                      |                                       |
| 3- 4                         | 호시 | 박쥐                                                 | 다카라즈카 대극장                      |                                      | 초무대                                |
| 3- 4                         | 호시 | THE ENTERTAINER!                                     | 다카라즈카 대극장                      |                                      | 초무대                                |
| 11 - 2017년 2월              | 하나 | 설화초                                               | 다카라즈카 대극장 도쿄 다카라즈카 극장 |                                      |                                       |
| 11 - 2017년 2월              | 하나 | 금색의 사막                                          | 다카라즈카 대극장 도쿄 다카라즈카 극장 | 비르마야 (회상)                      |                                       |
| 2017년                       |      |                                                      |                                        |                                      |                                       |
| 6 - 8                        | 하나 | 야마토국의 바람                                      | 다카라즈카 대극장 도쿄 다카라즈카 극장 | 이사카 (신인공연)                    | 본역 : 시로키 미레이                  |
| 6 - 8                        | 하나 | Santé!!                                              | 다카라즈카 대극장 도쿄 다카라즈카 극장 |                                      |                                       |
| 10                           | 하나 | 한나의 꽃집 －Hanna's Florist－                      | TBS아카사카ACT시어터                   | 한나                                 |                                       |
| 2018년                       |      |                                                      |                                        |                                      |                                       |
| 1 - 3                        | 하나 | 포의 일족                                            | 다카라즈카 대극장 도쿄 다카라즈카 극장 | 호텔 메이드 메리벨 (신인공연)        | 본역 : 하나 유우키                    |
| 5                            | 하나 | Senhor CRUZEIRO (세뇨르 크루제이로)                  | 바우홀                                 | 바르바라                             |                                       |
| 7 - 10                       | 하나 | MESSIAH -이문 ・ 아마쿠사 시로-                      | 다카라즈카 대극장 도쿄 다카라즈카 극장 | 만 류우 (신인공연)                   | 본역 : 센나 아야세 신인공연 첫 히로인 |
| 7 - 10                       | 하나 | BEAUTIFUL GARDEN -백화현란-                          | 다카라즈카 대극장 도쿄 다카라즈카 극장 |                                      |                                       |
| 11 - 12                      | 하나 | 멜란콜릭 지고로                                      | 전국투어                               | 펠리시아                             | 전국투어 첫 히로인                    |
| 11 - 12                      | 하나 | EXCITER!! 2018                                       | 전국투어                               |                                      |                                       |
| 2019년                       |      |                                                      |                                        |                                      |                                       |
| 2 - 4                        | 하나 | CASANOVA                                             | 다카라즈카 대극장 도쿄 다카라즈카 극장 | 마논 바렛치 콘뒤르멜 부인 (신인공연) | 본역 : 호즈키 안                      |
| 7 - 10                       | 호시 | GOD OF STARS-식성-                                   | 다카라즈카 대극장 도쿄 다카라즈카 극장 | 크리스티나 챤 아이린 쵸 (신인공연)   | 신인공연 히로인                       |
| 7 - 10                       | 호시 | Éclair Brillant                                      | 다카라즈카 대극장 도쿄 다카라즈카 극장 |                                      | 첫 에트와르                           |
| 2019년, 호시구미 톱여역 취임 |      |                                                      |                                        |                                      |                                       |
| 11 - 12                      | 호시 | 록오페라 모차르트                                    | 우메다예술극장 도쿄건물 Brillia HALL   | 콘스탄체 웨이버                      | 톱 오히로메 공연                      |
| 2020년                       |      |                                                      |                                        |                                      |                                       |
| 2 - 3                        | 호시 | 현요의 계곡 ~내려온 샛별~                            | 다카라즈카 대극장                      | 토우카                               | 대극장 톱 오히로메 공연               |
| 2 - 3                        | 호시 | Ray -별의 광선-                                      | 다카라즈카 대극장                      |                                      | 대극장 톱 오히로메 공연               |
| 7 - 9                        | 호시 | 현요의 계곡 ~내려온 샛별~                            | 도쿄 다카라즈카 극장                   | 토우카                               |                                       |
| 7 - 9                        | 호시 | Ray -별의 광선-                                      | 도쿄 다카라즈카 극장                   |                                      |                                       |
| 11                           | 호시 | 엘 아르콘 -매-                                       | 우메다예술극장                         | 길다 라반느                          |                                       |
| 11                           | 호시 | Ray -별의 광선-                                      | 우메다예술극장                         |                                      |                                       |
| 2021년                       |      |                                                      |                                        |                                      |                                       |
| 2 - 5                        | 호시 | 로미오와 줄리엣                                      | 다카라즈카 대극장 도쿄 다카라즈카 극장 | 줄리엣                               |                                       |
| 7                            | 호시 | VERDAD (베르대드)                                    | 마이하마안피시어터                     |                                      |                                       |
| 9 - 12                       | 호시 | 야규인법첩                                           | 다카라즈카 대극장 도쿄 다카라즈카 극장 | 유라                                 |                                       |
| 9 - 12                       | 호시 | 모어 댄디즘!                                         | 다카라즈카 대극장 도쿄 다카라즈카 극장 |                                      |                                       |
| 2022년                       |      |                                                      |                                        |                                      |                                       |
| 2                            | 호시 | 왕가에 바치는 노래                                   | 미소노좌                               | 아이다                               |                                       |
| 4 - 7                        | 호시 | 다시 만나 재회 next generation -미드나이트 걸프렌드- | 다카라즈카 대극장 도쿄 다카라즈카 극장 | 안젤리크                             |                                       |
| 4 - 7                        | 호시 | Gran Cantante!!                                      | 다카라즈카 대극장 도쿄 다카라즈카 극장 |                                      |                                       |
| 9                            | 호시 | 몬테크리스토 백작                                    | 전국투어                               |                                      |                                       |
| 9                            | 호시 | Gran Cantante!!                                      | 전국투어                               |                                      |                                       |
| 11 - 2023년 2월              | 호시 | 사양 나라의 루스단                                   | 다카라즈카 대극장 도쿄 다카라즈카 극장 |                                      |                                       |
| 11 - 2023년 2월              | 호시 | JAGUAR BEAT -재규어 비트-                            | 다카라즈카 대극장 도쿄 다카라즈카 극장 |                                      |                                       |

## 출연 이벤트
- 2018년 12월, 다카라즈카 스페셜 2018 『Say! Hey! Show Up!!』
- 2019년 5월, 호즈키 안 디너쇼 『NEXT ONE』
- 2019년 10월, 제 55회 『다카라즈카 무용회 ~祝舞御代煌（いわいまうみよのきらめき）~』
- 2019년 12월, 다카라즈카 스페셜 2019 『Beautiful Harmony』

## 광고
- 2017년, 『한큐한신』 첫 참배 포스터 모델
- 2019년 11월 - , 『오릭스 그룹』

## 수상 이력
- 2019년, 『다카라즈카 가극단 연도상』 - 2018년도 신인상
- 2021년, 『한큐스미레회 팬지상』 - 여역상